# Slađana Perunović
Slađana Perunović-Pejović (Nikšić, 26 marzo 1984) è una mezzofondista e maratoneta montenegrina detentrice di numerosi record nazionali in atletica.

## Carriera
Esordisce a livello internazionale alla Coppa Europa del 2007, nel 2009 prende parte alle Universiadi di Belgrado. Ha rappresentato il Montenegro in occasione dei Giochi olimpici di Londra 2012 e Rio de Janeiro 2016.

## Record nazionali
- 800 metri: 2'10"34 ( Berane, 11 luglio 2012)
- 1.500 metri: 4'23"73 ( Antivari, 7 agosto 2014)
- 3.000 metri siepi: 10'40"1 ( Antivari, 8 giugno 2013)
- 5.000 metri: 16'25"91 ( Reykjavík, 19 giugno 2011)
- 10.000 metri: 34'57"00 ( Antivari, 13 aprile 2014)
- Mezza maratona: 1h14'38" ( Sarajevo, 20 settembre 2015)
- Maratona: 2h39'07" ( Londra, 5 agosto 2012)

## Palmarès
| Anno | Manifestazione                    | Sede            | Evento         | Risultato  | Prestazione | Note             |
| ---- | --------------------------------- | --------------- | -------------- | ---------- | ----------- | ---------------- |
| 2007 | Coppa Europa                      | Zenica          | 3000 m piani   | 5ª         | 10'24"16    |                  |
| 2007 | Coppa Europa                      | Zenica          | 5000 m piani   | 8ª         | 17'50"46    |                  |
| 2008 | Coppa Europa                      | Banská Bystrica | 3000 m piani   | 4ª         | 9'53"15     |                  |
| 2008 | Coppa Europa                      | Banská Bystrica | 5000 m piani   | 6ª         | -           |                  |
| 2009 | Mondiali                          | Berlino         | 1500 m piani   | Batteria   | 4'28"67     |                  |
| 2009 | Universiadi                       | Belgrado        | 800 m piani    | Semifinale | 2'12"55     |                  |
| 2009 | Universiadi                       | Belgrado        | 1500 m piani   | Batteria   | 4'27"33     |                  |
| 2009 | Europei a squadre                 | Sarajevo        | 1500 m piani   | 4ª         | 4'32"68     |                  |
| 2009 | Europei a squadre                 | Sarajevo        | 3000 m siepi   | 6ª         | 11'23"81    |                  |
| 2010 | Europei                           | Barcellona      | Maratona       | dnf        | dnf         |                  |
| 2010 | Europei a squadre                 | Marsa           | 3000 m piani   | 4ª         | 9'54"76     |                  |
| 2010 | Europei a squadre                 | Marsa           | 5000 m piani   | 5ª         | 17'05"49    |                  |
| 2011 | Giochi dei piccoli stati d'Europa | Schaan          | 5000 m piani   | Oro        | 17'39"70    |                  |
| 2011 | Giochi dei piccoli stati d'Europa | Schaan          | 10000 m piani  | Oro        | 36'00"48    |                  |
| 2011 | Europei a squadre                 | Reykjavík       | 3000 m piani   | Oro        | 9'34"24     |                  |
| 2011 | Europei a squadre                 | Reykjavík       | 5000 m piani   | Argento    | 16'25"21    |                  |
| 2011 | Universiadi                       | Shenzhen        | Mezza maratona | 13ª        | 82'16"      |                  |
| 2012 | Giochi olimpici                   | Londra          | Maratona       | 77ª        | 2h39'07"    | Record nazionale |
| 2013 | Giochi dei piccoli stati d'Europa | Lussemburgo     | 5000 m piani   | Oro        | 16'53"20    |                  |
| 2013 | Giochi dei piccoli stati d'Europa | Lussemburgo     | 10000 m piani  | Oro        | 35'21"21    |                  |
| 2013 | Europei a squadre                 | Banská Bystrica | 3000 m piani   | Argento    | 9'33"83     |                  |
| 2013 | Europei a squadre                 | Banská Bystrica | 5000 m piani   | Argento    | 16'51"99    |                  |
| 2013 | Giochi del Mediterraneo           | Mersin          | 10000 m piani  | dnf        | dnf         |                  |
| 2013 | Mondiali                          | Mosca           | Maratona       | dnf        | dnf         |                  |
| 2014 | Europei a squadre                 | Tbilisi         | 3000 m piani   | Argento    | 9'48"50     |                  |
| 2014 | Europei a squadre                 | Tbilisi         | 5000 m piani   | Argento    | 17'07"71    |                  |
| 2015 | Giochi dei piccoli stati d'Europa | Reykjavík       | 5000 m piani   | Oro        | 16'53"78    |                  |
| 2015 | Giochi dei piccoli stati d'Europa | Reykjavík       | 10000 m piani  | Oro        | 36'58"50    |                  |
| 2015 | Europei a squadre                 | Baku            | 3000 m piani   | 6ª         | 9'58"75     |                  |
| 2015 | Europei a squadre                 | Baku            | 5000 m piani   | 7ª         | 17'43"40    |                  |
| 2016 | Giochi olimpici                   | Rio de Janeiro  | Maratona       | dnf        | dnf         |                  |
| 2017 | Giochi dei piccoli stati d'Europa | Serravalle      | 5000 m piani   | Oro        | 17'04"19    |                  |
| 2017 | Giochi dei piccoli stati d'Europa | Serravalle      | 10000 m piani  | Bronzo     | 38'00"10    |                  |
| 2017 | Europei a squadre                 | Marsa           | 3000 m piani   | Oro        | 9'46"64     |                  |
| 2017 | Europei a squadre                 | Marsa           | 5000 m piani   | Oro        | 17'12"40    |                  |
| 2019 | Giochi dei piccoli stati d'Europa | Antivari        | 5000 m piani   | 7ª         | 17'31"13    |                  |
| 2019 | Giochi dei piccoli stati d'Europa | Antivari        | 10000 m piani  | Bronzo     | 36'23"62    |                  |
| 2018 | Giochi del Mediterraneo           | Tarragona       | Mezza maratona | dnf        | dnf         |                  |